# حديقة مادرونا

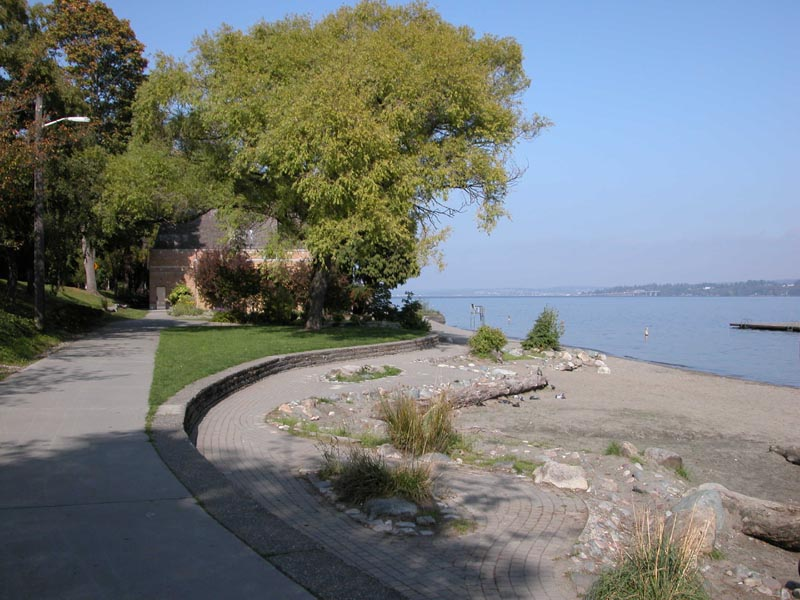
حديقة مادرونا عام 2004

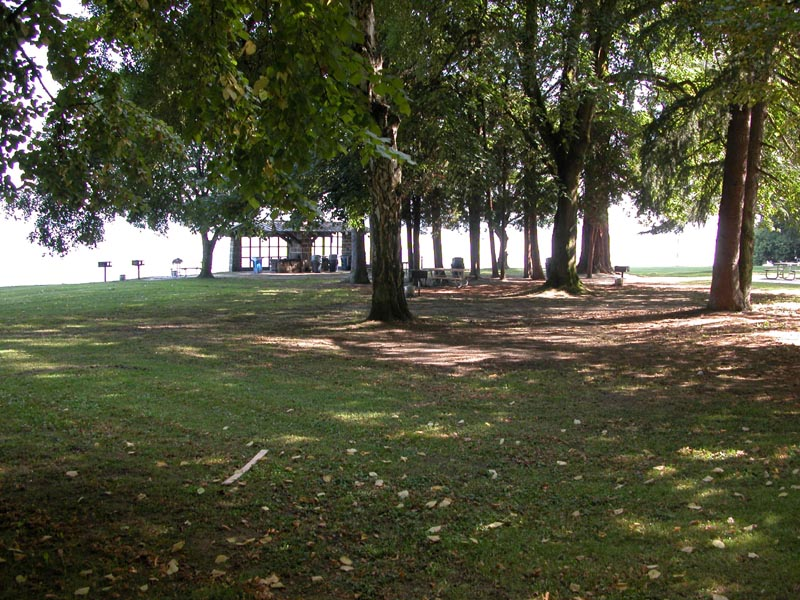
حديقة مادرونا عام 2004

حديقة مادرونا تبلغ مساحتها 31. 2 فدان (126،000 متر مربع)، وهي حديقة تقع في حي مادرونا في سياتل، واشنطن. تقع على الشاطئ الغربي للبحيرة واشنطن، وتضم مناطق نزهة، شاطئ السباحة مع الحمام، ومنطقة وقوف السيارات. إلى الغرب من مخيم ،وواد يضم المشي المسارات ومادرونا. كريك.

## وصلات خارجية
- Parks Department page on Madrona Park